# Пуато, Пьер Антуан
Пьер Антуа́н Пуато́ (фр. Pierre Antoine Poiteau; 1766—1854) — французский ботаник, известный ботанический художник.

## Биография
Пьер Антуан Пуато родился 23 марта 1766 года в коммуне Амблени в департаменте Эна в бедной семье. С детства интересовался растениями, вскоре стал садовником. Пуато перепробовал несколько профессий перед тем, как в 1790 году стал учиться ботанике и рисованию у Андре Туэна. С 1792 года он работал в Ботанической школе.
В 1796 году Пуато отправился на север Гаити, где собирался стать ботаником. Однако поддержки правительства он не получил и на протяжении лет работал в бедности во французском флоте. Затем Пуато получил приказ основать ботанический сад в Кап-Аитьене, однако для создания сада средств оказалось недостаточно. Наконец Пуато получил материальную поддержку от генерала Г. Эдувилля. После того, как Эдувилль попал в плен к гаитянским войскам Туссена-Лувертюра, Пуато снова остался без средств.
Через некоторое время Антуан познакомился с коллекционером растений, американским консулом Эдвардом Стивенсом, впоследствии ставшим его другом. Пьер Антуан занялся исследованием флоры северного Гаити, познакомился с художником Ф. Тюрпеном. Затем Пуато и Тюрпен год провели на острове Тортуга, в 1800 году вернулись во Францию. Около половины собранных ими образцов растений и множество рисунков были подарены Стивенсу. Тюрпен и Пуато активно издавали собрания ботанических иллюстраций, в 1819 году Пуато был назначен директором ботанического сада Французской Гвианы. В 1830 году Рьер Антуан Пуато стал профессором Фремонского сельскохозяйственного института. Несколько лет он был редактором журнала по садоводству Bon Jardinier.
27 февраля 1854 года Пуато скончался.

## Некоторые научные работы
- Poiteau, P.A.; Turpin, P.J.F. (1800—1813). Flora parisiensis. 8 parts, 36 p., 75 pl.
- Poiteau, P.A. (1816). Jardin botanique de l'École de médicine de Paris. 278 p.

## Роды, названные в честь П. А. Пуато
- Poitea Vent., 1800